# José, Conde de Asti
José Benedito Maria Plácido de Saboia (em italiano: Giuseppe Benedetto Maria Placido di Savoia; Turim, 5 de outubro de 1766 - Sássari, 29 de outubro de 1802) foi um príncipe da Casa de Saboia. Ele foi nomeado o Conde de Moriana desde o nascimento, mas mais tarde foi nomeado o Conde de Asti.

## Biografia

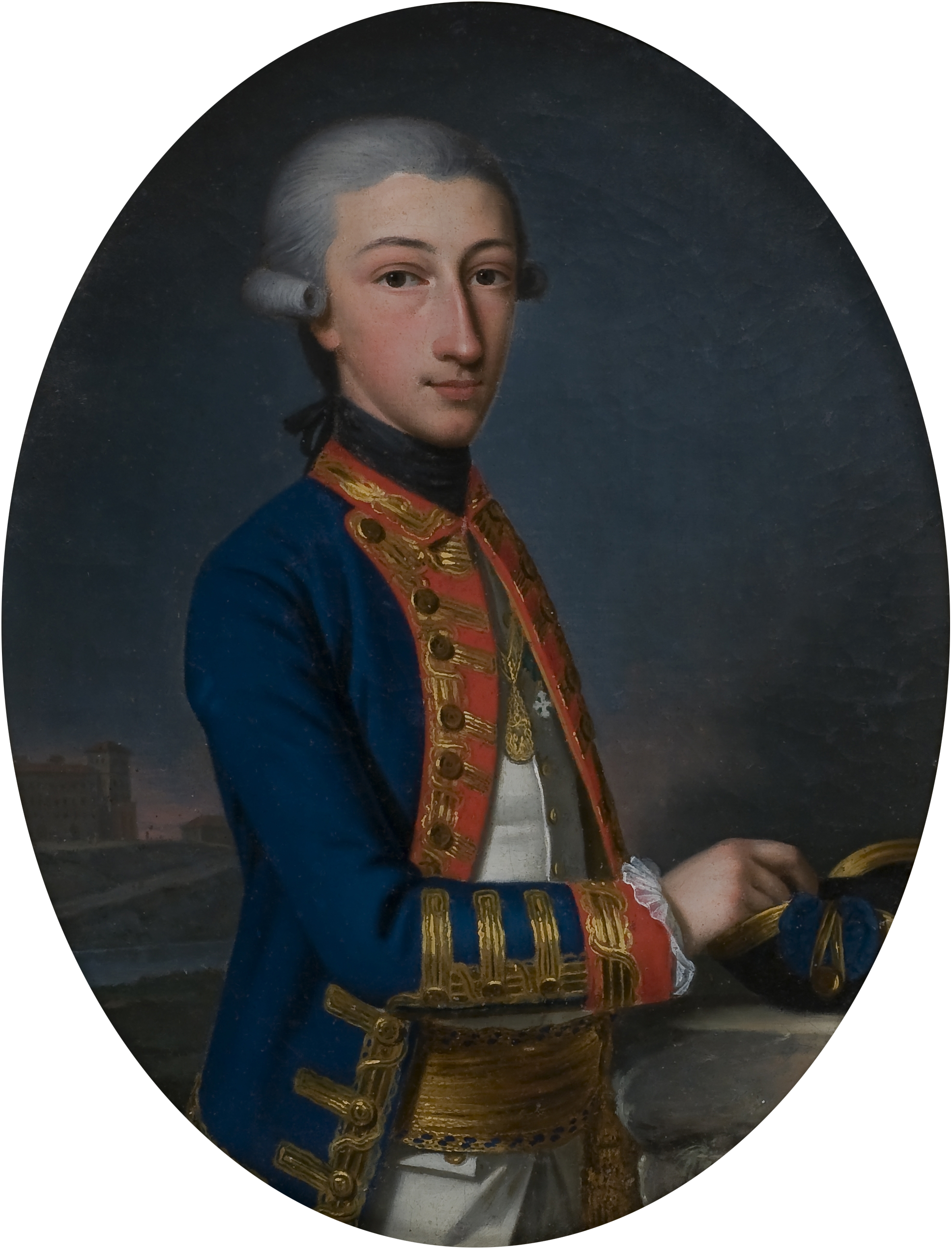
Retrato de José, Conde de Asti.

José nasceu no Palácio Real de Turim, durante o reinado de seu avô Carlos Emanuel III da Sardenha. Ele foi o décimo segundo e último filho do rei Vítor Amadeu III de Saboia e da Infanta Maria Antônia da Espanha. Desde o seu nascimento, ele foi nomeado Conde de Moriana, mas depois Conde de Asti. Era irmão mais novo dos reis Carlos Emanuel IV, Vítor Emanuel I e Carlos Félix. Suas irmãs Maria Josefina e Maria Teresa eram noras do rei Luís XV da França, através de seus casamentos com Luís XVIII e Carlos X. Outra de suas irmãs Maria Carolina se casou com o rei Antônio da Saxônia.
Do lado materno, ele era neto do rei, Filipe V da Espanha e Isabel Farnésio. Do lado paterno, ele era neto do rei Carlos Emanuel III da Sardenha e Polixena de Hesse-Rotemburgo. Muito próximo de seus irmãos, ele fugiu com eles quando a revolução ameaçou o reino da Sardenha.

## Morte
A fim de escapar da ameaça de Napoleão Bonaparte, ele fugiu para a Sardenha com seus irmãos Vítor Emanuel, Carlos Félix e Mauricio José, onde viviam no Palácio de Carcassonne. Seu irmão mais velho Carlos fugiu para Roma, enquanto José e seus dois irmãos ficaram. Em junho de 1799, seu irmão Carlos Emanuel nomeou seu irmão Maurício Governador da Província de Sassari, mas morreu de malária em 1799. Com a morte de Maurício, José tornou-se governador de Sassari em vez de seu irmão.
José contraiu malária e morreu em 29 de outubro de 1802, depois de ter sofrido um ataque de convulsões. Ele foi enterrado na Catedral de Alghero com seu irmão Mauricio, que também morreu de malária em 1799.